# Pölkenstraße 43 (Quedlinburg)

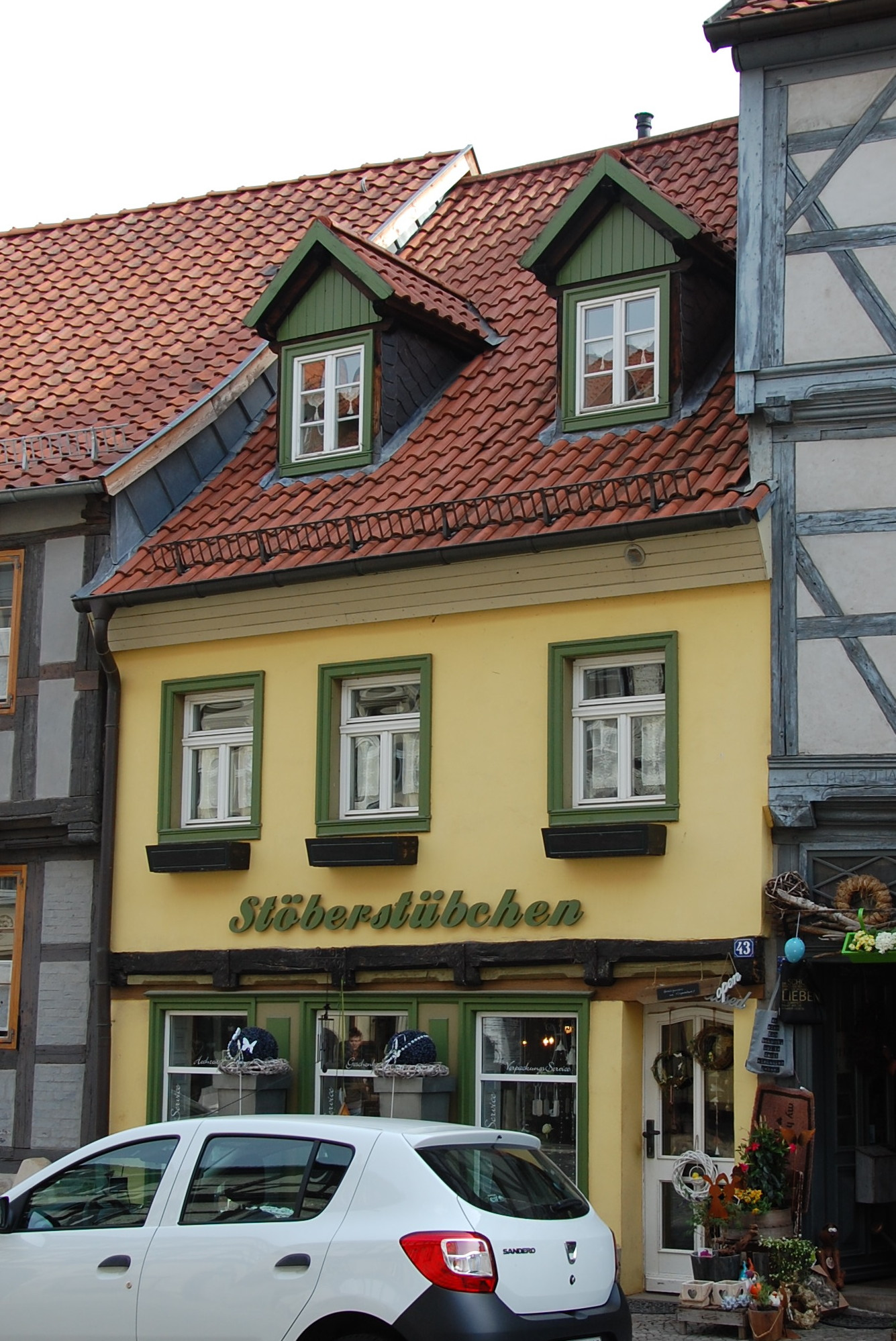
Haus Pölkenstraße 43

Das Haus Pölkenstraße 43 ist ein denkmalgeschütztes Gebäude in der Stadt Quedlinburg in Sachsen-Anhalt.

## Lage
Es befindet sich in der historischen Quedlinburger Neustadt auf der Ostseite der Pölkenstraße und ist im Quedlinburger Denkmalverzeichnis als Bürgerhof eingetragen. Nördlich grenzt das gleichfalls denkmalgeschützte Haus Pölkenstraße 42, südlich das Haus Pölkenstraße 44, 45 an.

## Architektur und Geschichte
Der kleine Hof entstand im frühen 18. Jahrhundert. Zur Straße hin befindet sich ein in Fachwerkbauweise errichtetes Wohnhaus. Die Stockschwelle ist schlicht gestaltet und verfügt über eine Fasung. Darüber hinaus bestehen abgerundete Balkenköpfe. Im 19. Jahrhundert erfolgte ein Umbau des Hauses im Stil des Klassizismus. Dabei wurde das Haus verputzt und die Rahmungen der Fenster mit Stuckprofilen versehen.
Zum Anwesen gehört ein Fachwerk-Hofflügel aus der Zeit um 1800. 